# Matti Vornanen
Leo Matti Vornanen, född 3 juli 1953 i Kuusjärvi, är en finländsk zoofysiolog.
Vornanen arbetade 1978–1981 som assistent och forskare vid Åbo universitet och disputerade 1985 vid Joensuu universitet, där han 1998 utnämndes till docent i jämförande zoofysiologi 1998 och följande år till professor. Hans forskning gäller regleringen av hjärtats funktion med tyngdpunkten vid dess fysiologiska anpassning till olika syremiljöer och temperaturer hos fiskar. Han har med elektrofysiologisk och molekylärbiologisk metodik jämfört reaktionsmönster i hjärtmuskelcellernas funktion hos utvalda modellarter.